# Brouwerij De Schans
Brouwerij De Schans is een Nederlandse bierbrouwerij, distilleerderij en slijterij te Uithoorn in de provincie Noord-Holland.
In de brouwerij worden biersoorten ontwikkeld en kleinschalig geproduceerd voor de eigen slijterij en op aanvraag in de regio. Er wordt een soort bier gebrouwen dat als grondstof dient voor de eigen distilleerderij. In de distilleerderij worden moutwijn, graanjenever, kruidenbitters, grappa en likeuren geproduceerd.

## Bieren
- Schansbier Schwarz, 5%
- Schansbier Voorjaarsbier, 6,5%
- Schansbier Herfstbok, 6,5%
- Schansbier Blond, 6%
- Schansbier Tarwe, 4,8%
- Schansbier 6, 5,8%
- Schansbier Tripel, 8,5%
- Schansbier Pils, 5%
- Schansbier Saison, 7%
- Schansbier Spicy, 7%
- Schansbier Imperial Stout, 8,8%
- Schansbier Stout, 7%. Gebrouwen naar een origineel recept uit 1949 van de voormalige brouwerij De Gekroonde Valk te Amsterdam.

## Distillaten
- Moutwijn
- Graanjenever 35%
- Kruidenbitter
- Grappa
- Kaneellikeur
- Aspergelikeur